# Fluor
Fluor (latin: Fluorum) är ett icke-metalliskt grundämne med atomnummer 9. Den har kemiskt tecken F och tillhör gruppen halogener. Fluor bildar en tvåatomig molekyl med sig själv i grundform, vilket resulterar i F2, fluorgas. Fluor är det mest reaktiva och elektronegativa av alla grundämnen. Till exempel antänds kolväten spontant och brinner i fluorgas till skillnad från förbränning av kolväten i luftens syre som kräver ett tillskott av energi för antändning - till exempel genom en gnista. Således är fluorgas mycket farligt – farligare än andra halogener såsom den giftiga klorgasen.
På grund av sin höga reaktivitet förekommer fluor inte fritt i naturen, utan alltid kemiskt bundet, vanligen som fluorid. Fluor är det 13:e vanligaste grundämnet på jordskorpan.
Fluor har högst elektronegativitet samt liten atomradie vilket ger unika egenskaper till många av dess föreningar. Till exempel bygger diffusionsmetoden för anrikning av uran på flyktigheten hos uranhexafluorid. Dessutom är kol–fluor-bindningen en av de starkaste bindningarna i organisk kemi. Detta leder till den höga stabiliteten och härdigheten hos fluororganiska föreningar, såsom (poly)tetrafluoreten (Teflon) och perfluoroktansulfonsyra. Kol–fluor-bindningens induktiva effekter leder till styrkan i många fluorhaltiga syror, såsom trifluormetansulfonsyra och trifluoretansyra. I mediciner substitueras ofta organiska föreningar med fluor på biologiskt reaktiva platser, för att förhindra deras metabolism och förlänga deras livslängd.

## Karaktäristik
F2 är en frätande ljusgul eller brun gas och är ett kraftigt oxidationsmedel. Fluor är det mest reaktiva och mest elektronegativa av alla grundämnen på den klassiska Pauling-skalan (4,0), och bildar raskt föreningar med de flesta andra grundämnen. Fluor har ett oxidationstal på -1, förutom när den binder till en annan fluoratom i F2, då oxidationstalet är 0. Fluor bildar till och med föreningar med ädelgaserna argon, krypton, xenon och radon. Till och med i mörka, svala förhållanden, reagerar fluor explosivt med väte. Reaktionen med väte sker även vid extremt låga temperaturer, med flytande väte och fast fluor. Fluor är så pass reaktivt att metaller, och även vatten, samt andra substanser, brinner med en stark låga i en ström av fluor. I fuktig luft reagerar fluor med vatten och bildar den farliga gasen vätefluorid.
Fluorider är föreningar med fluor och en positivt laddad partikel. Dessa förekommer oftast som kristallina, joniska salter. Fluorföreningar med metaller är bland de mest stabila salterna.
Vätefluorid är en svag syra när den löses i vatten, men är ändock mycket frätande och angriper glas. Således bildar fluorider av alkalimetaller basiska lösningar. Till exempel, en enmolarig (1 mol/dm3) lösning av natriumfluorid i vatten har ett pH på 8,59, jämfört med en enmolarig lösning natriumhydroxid, en stark bas, som har ett pH på 14,00.

## Isotoper
Trots att fluor har flera olika isotoper, är endast en av dessa (19F) stabil, och de övriga har kort halveringstid och återfinns ej naturligt. Fluor är således ett mononuklidiskt grundämne.
Nukliden 18F är radionukliden av fluor med längst halveringstid (ungefär 110 minuter = nästan 2 timmar), och är kommersiellt en viktig källa för positroner, vilket utnyttjas i positronemissionstomografi.

## Historia
Mineralet flusspat (även kallat fluorit), vilket huvudsakligen består av kalciumfluorid, nämndes år 1530 av Georgius Agricola för sin användning som fluss. Fluss används för att främja sammansmältning av metaller eller mineraler. Namnet fluor kan härledas därifrån då ”fluere” på latin betyder ”att flöda”. År 1670 upptäckte Henrich Schwanhard att glas etsas vid kontakt med flusspat som hade behandlats med en syra. Carl Wilhelm Scheele, och senare andra forskare såsom Humphry Davy, Caroline Menard, Gay-Lussac, Antoine Lavoisier och Louis Jacques Thénard, har alla experimenterat med fluorvätesyra, som lätt framställdes genom att behandla fluorit med koncentrerad svavelsyra.
På grund av sin extrema reaktivitet så isolerades inte fluorgas förrän många år efter igenkännandet av fluorit. Utvecklingen i att isolera fluorgas gick långsamt på grund av att det endast kunde framställas elektrolytiskt och även under kontrollerade förhållanden angriper gasen många material. År 1886 rapporterades det att Henri Moissan hade lyckats isolera fluorgas efter nästan 74 år av insatser av andra kemister. Framställningen av fluorgas med fluorvätesyra som utgångspunkt är ytterst farligt, och förblindade eller dödade ett flertal kemister i tidiga försök att isolera denna halogen. Dessa individer kom att kallas fluormartyrer (eng. fluorine martyrs). Moissan fick Nobelpriset i kemi år 1906 för sin upptäckt. Den första storskaliga framställningen påbörjades till stöd för Manhattanprojektet, där föreningen uranhexafluorid hade valts till den form av uran som skulle möjliggöra separationen av dess isotoper 235U och 238U. I Manhattanprojektet upptäckte man att UF6 bryts ned till UF4 och F2. Korrosionsproblemet orsakat av F2 löstes till slut genom att elektrolytiskt täcka all UF6 med nickel, vilket bildar nickeldifluorid som inte angrips av fluorgas. Leder och flexibla delar var gjorda av teflon, en då väldigt nyupptäckt plast som inte heller angrips av F2.

## Framställning
Industriell framställning av fluorgas medför elektrolys av vätefluorid i närheten av kaliumfluorid. Denna metod är baserad på pionjärstudierna av Moissan (se ovan). Fluorgas bildas vid anoden och vätgas vid katoden. Under dessa förhållanden omvandlas kaliumfluorid till kaliumvätefluorid, vilket är det egentliga elektrolytet. Kaliumvätefluorid understödjer elektrolysen genom att kraftigt öka konduktiviteten i lösningen.
HF + KF → KHF2
2KHF2 → 2 KF + H2 + F2
Den vätefluorid som krävs för elektrolysen skaffas som en biprodukt till framställning av fosforsyra. Mineraler som innehåller fosfatjoner innehåller stora mängder fluorit. Vid behandling med svavelsyra släpper dessa mineraler ifrån sig vätefluorid:
CaF2 + H2SO4 → 2 HF + CaSO4
År 1986, under förberedelserna inför en konferens för att fira upptäckten av fluors 100-årsjubileum, upptäckte Karl Christe ett rent kemisk sätt att framställa fluor med hjälp av vattenfri HF, kaliummangan(IV)hexafluorid och antimonpentafluorid vid 150 °C:
2K2MnF6 + 4SbF5 → 4KSbF6 + 2MnF3 + 2F2
Trots att detta inte är praktisk syntes på stor skala, så demonstrerar denna rapport att elektrolys inte är det enda sättet att utvinna fluorgas på.

## Användningsområden
Fluorgas, F2, används huvudsakligen för att framställa två föreningar med kommersiellt intresse; uranhexafluorid och svavelhexafluorid.

### Industriellt användande av fluorföreningar
- Atomärt och molekylärt fluor används för plasmaetsning i tillverkandet av halvledare, tillverkning av plattskärmar och tillverkning av MEMS (mikroelektromekaniska system). Xenondifluorid används också för det sistnämnda.
- Fluorvätesyra används för att etsa glas i glödlampor och andra produkter.
- Tetrafluoreten och perfluoroktansyra används direkt i tillverkningen av plaster med låg friktionskoefficient såsom (poly)tetrafluoreten (PTFE; teflon).

### Användning inom tandvård och medicin
- Oorganiska föreningar med fluor, såsom natriumfluorid, tenn(II)fluorid och natriummonofluorfosfat, används i tandkräm och fluorsköljningar för att förhindra karies. Fluorpensling är ytterligare en metod som används för att minska förekomst av hål i tänderna.[18]
- Fludrokortison (9α-fluokortisol) är en av de vanligaste mineralkortikoiderna, en typ av läkemedel som härmar aldosterons verkan.

## Biologisk roll
Även om F2 är för reaktivt för att ha någon naturlig biologisk roll, används fluor i föreningar med biologisk aktivitet. I denna form är Fluor starkt giftigt och ger svåra hud- och lungskador. Fluor i form av fluorid förekommer hos människan främst inlagrat i ben och tänder i form av fluorapatit.
Naturligt förekommande fluororganiska föreningar är ovanliga. Fluoretansyra används dock som skydd mot växtätare av minst 40 olika växter i Australien, Brasilien och Afrika.
Enzymet adenosylfluoridsyntas katalyserar bildningen av 5'-deoxy-5'-fluoradenosin enligt följande reaktion:
S-adenosyl-L-metionin + fluorid {\displaystyle \rightleftharpoons } 5'-deoxi-5'-fluoradenosin + L-metionin
Fluor är inte ett essentiellt näringsämne, men dess betydelse i att förhindra karies är välkänt. Detta sker till övervägande del lokalt, men innan 1981 ansågs det i första hand vara enteralt (via matspjälkningssystemet).
Fluor har i djurförsök visat sig vara nödvändigt för normal tillväxt, men fluorbrist har inte kunnat påvisas hos människa.

## Försiktighetsåtgärder

### Fluorgas
F2 (fluorgas), är ett mycket giftigt, frätande oxidationsmedel, som kan antända organiska ämnen. Fluorgas har en karaktäristisk stickande lukt som kan upptäckas i koncentrationer så låga som 20 ppb. Eftersom det är så reaktivt så måste alla konstruktionsmaterial väljas noga och alla metallytor måste passiviseras.

### Fluoridjon
Fluoridjoner är giftiga: den dödliga dosen för natriumfluorid för en människa på 70 kg uppskattas vara 5-10 g.

### Vätefluorid och fluorvätesyra
Vätefluorid och fluorvätesyra (vattenlösningen av vätefluorid) är mycket farliga, mycket farligare än det relaterade ämnet saltsyra, eftersom odissocierade HF-molekyler penetrerar skinnet och biologiska membran, vilket orsakar djupa och smärtsamma brännskador, där dock smärtupplevelsen kan vara fördröjd. Den fria fluoridjonen, som bildas när en vätefluoridmolekyl dissocieras, kan orsaka död på grund av arytmi. Brännsår större än 160 cm2 kan leda till hypokalcemi.

### Fluororganiska föreningar
Fluororganiska föreningar förekommer inte vanligtvis i naturen. De kan vara ogiftiga, som oktadekafluornaftalen, eller mycket giftiga som perfluorisobuten och fluoretansyra. Många läkemedel är fluororganiska föreningar, såsom den cancerförebyggande fluoruracil. Perfluoroktansulfonsyra är en långlivad organisk förorening.

### Fluorets ursprung
Fluorets ursprung har i många år varit okänt. Ett forskarteam på Lunds universitet har undersökt det ljus som en stjärna sänder ut. Vilka grundämnen stjärnan innehåller har de kunnat räkna ut genom att jämföra ljusets våglängd. Innan stjärnan till slut brinner ut blir den en nebulosa och fluoren slungas ut och blandas upp med olika sorters gaser i nebulosans yttre. Nya stjärnor skapas när stjärnan dör. Fluoret fortsätter därmed sin vandring i det intergalaktiskt kretsloppet. Forskningen har publicerats i tidskriften Astrophysical Journal Letters. I framtiden skall forskarna undersöka om fluor kan skapas i andra sorters stjärnor, innan de blir röda jättar.